# Studebaker Starlight

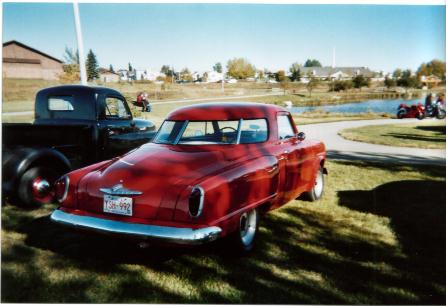
Studebaker Champion Starlight (1951)

Der Studebaker Starlight war ein zweitüriges Coupé, das die Studebaker Corporation in South Bend (Indiana) zwischen 1947 und 1952 für die Modellreihen Champion und Commander herstellte. Die Starlight-Karosserie wurde als Showcar angesehen und mit der Bezeichnung 5P versehen, was bedeutete, dass sie im Unterschied zum Business-Coupé (für 3 Passagiere) für 5 Personen geeignet war.

## 1947–1952

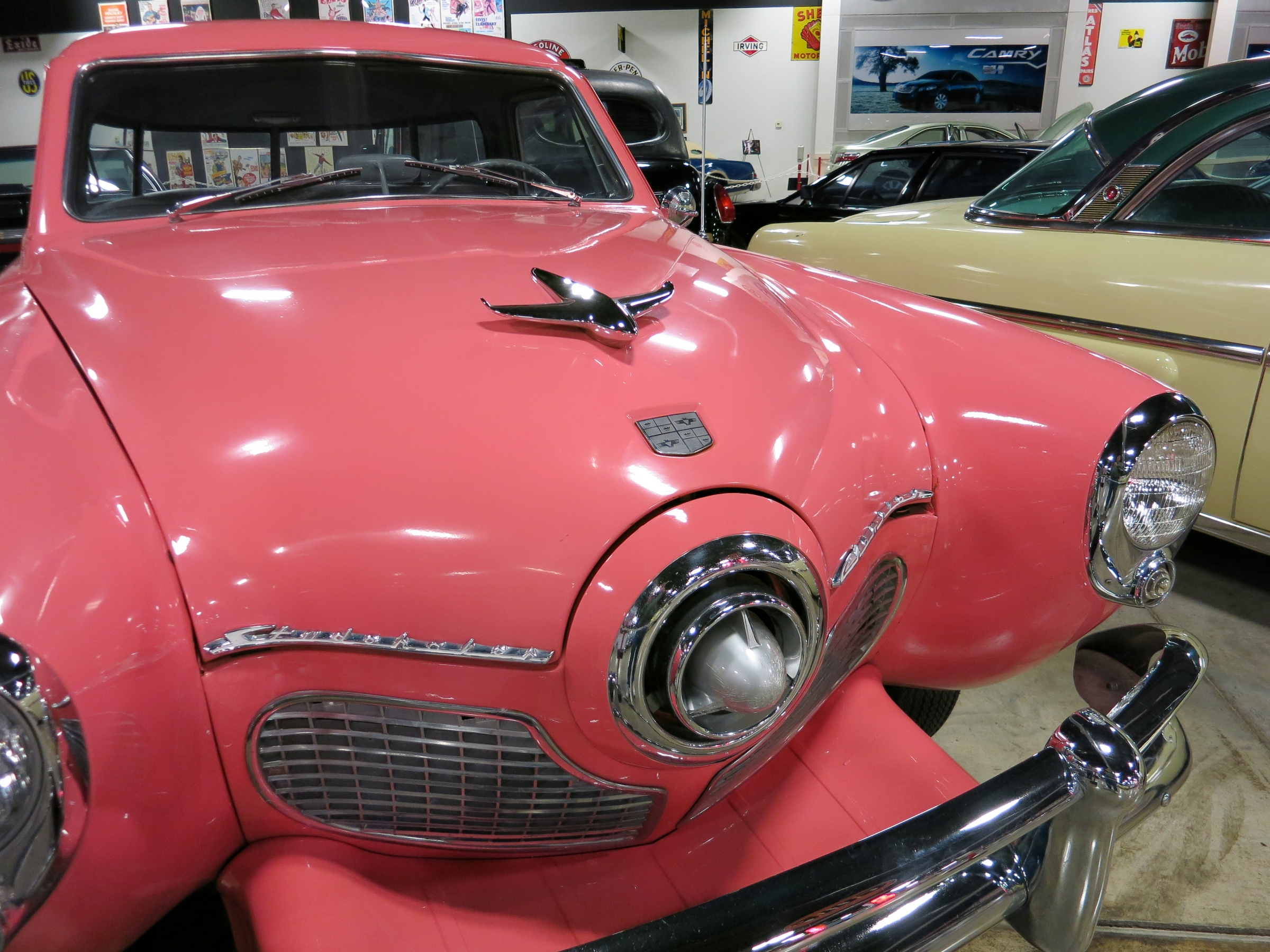
Pinkfarbener Studebaker Starlight mit Propellerfront (Spinner nose) von 1951

Im Unterschied zu anderen zweitürigen Limousinen, die zwei Seitenfenster haben, die vom Heckfenster durch eine breite C-Säule getrennt sind, gestaltete Robert Bourke, ein Designer aus dem Team von Raymond Loewy, ein hinten gerundetes Dach mit Panoramarückfenster, ähnlich wie bei einem Beobachtungswagen der Eisenbahn. Dieses Panoramafenster bestand aus vier festen Glasscheiben. Das Dach hatte zwei breite C-Säulen unmittelbar hinter den Türen, vor der Panoramascheibe.
Kritiker des radikal gestylten Modells stellten die rhetorische Frage, ob der Wagen nun vorwärts oder rückwärts fahre. Fred Allen witzelte: „Nächstes Jahr bringt Studebaker ein Modell heraus, bei dem man nicht weiß, ob es seitwärts fährt.“ Aber dieser einzigartige Stil bescherte Studebaker ein Modell mit großem Wiedererkennungswert. Obwohl der Wagen als revolutionär galt, folgten andere US-Automobilhersteller diesem Trend nicht, sondern konzentrierten sich eher auf Hardtop-Modelle ohne B-Säulen.
1950 und 1951 bekamen alle Studebaker eine Überarbeitung des Designs von 1947 mit der „Kugelnase“ (oft auch als „Propellerfront“ bezeichnet); beim Starlight-Modell sah das seinerzeit ziemlich futuristisch aus. Diese Version des Starlight wurde bis zum Ende des Modelljahres 1952 hergestellt und zusammen mit dem entsprechenden Hardtop-Modell angeboten.

## 1953–1955

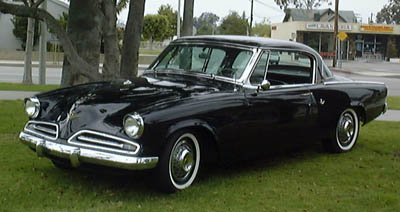
Studebaker Commander Starliner (1953)

1953 überarbeitete Studebaker alle seine Modelle von Grund auf und das Starlight-Modell der Jahre 1947–1952 wurde eingestellt. Die Studebaker-Limousinen hatten einen Radstand von 2.946,4 mm, aber das Hauptaugenmerk lag auf den sportwagenähnlichen zweitürigen „Loewy“-Coupés, die einen längeren Radstand von 3.048 mm besaßen. Als Teile der Champion- und Commander-Baureihen waren Coupés mit B-Säulen und Hardtop-Coupés verfügbar. Die Hardtop-Coupés hießen Starliner, während die Ausführungen mit B-Säulen und zwei Seitenfenstern als Starlight verkauft wurden. Das Styling beider Ausführungen war vom Hillman Minx der späten 1950er und frühen 1960er Jahre kopiert, das ebenso von Raymond Loewy entworfen worden war. Die Namen Starlight und Starliner wurden bis zum Ende des Modelljahres 1955 eingesetzt.
1956 wurden beide Coupés grundlegend überarbeitet und erschienen als Studebaker-Packard-Hawk-Serie wieder.

## 1958
1958 benutzte Studebaker noch einmal den Namen Starlight für eine Karosserieform, diesmal für das erste große Hardtop-Modell seit 1952. Mit den schwindenden Verkaufszahlen und dem Übergang zum „Kompaktmodell“ Lark brauchte die Gesellschaft den Namen Starlight nicht mehr, und so verschwand er endgültig zum Ende dieses Modelljahres.
Oldsmobile versuchte 1977 einen ähnlichen Effekt zu erreichen wie Studebaker mit dem Starlight, und zwar mit dem Toronado XS. Anders als beim Studebaker war die Technik beim Oldsmobile so weit fortgeschritten, dass man nun die Panoramascheibe in einem Stück fertigen und mit Hilfe der „Heißdrahttechnologie“ biegen konnte.